# 마운틴TV
마운틴TV는 대한민국 전역에 송출되고 있는 대한민국 유일한 산 전문채널이다. ‘자연이 주는 진짜 인생’이라는 슬로건 아래 국내외 트레킹, 등산정보, 클라이밍, 산악 스포츠 등 ‘산’을 소재로 한 콘텐츠와 자연, 여행, 문화, 역사 등을 다룬 차별화된 다큐멘터리를 기획과 제작하여 국내외 다변화된 미디어 플랫폼에 제공하고 있다. 

## 채널 송출
위성방송 330만, 케이블 1320만, IPTV 1,650만 총 3,300만 가구에 송출되고 있다.
- 위성방송 : KTskylife (122번)
- IPTV : KT Genie TV (128번), LG U+ (129번), SK Btv (227번)
- 케이블TV : LG헬로TV (125번), BTV 케이블 (146번), 딜라이브 (128번), KT HCN (523번), 남인천방송 (334번), ABN아름방송 (554번), CCS충북방송 (163번), KCTV광주방송 (187번), 금강방송 (785번), 푸른방송 (192번), 하나방송 (89번), 서경방송 (122번/8VSB는 74-1번), JCN울산중앙방송 (153번), CMB방송 (81-3) 채널번호 안내
- 실시간TV (Web/Mobile) : 현대HCN 보관됨 2020-08-02 - 웨이백 머신

그 외 컴시너지, GBUS, 얍TV, 연합뉴스와 업무제휴를 맺어 경기, 서울버스와 KTX 경부선ㆍ호남선, 서울~인천국제공항 구간을 잇는 공항철도 등에서도 송출되고 있다.

## 프로그램
- UHD Aerial Mountains
- UHD KOREA FROM ABOVE
- UHD 하늘에서 만난 대한민국
- UHD 천하무림기행 의천도룡기
- UHD 산의 부활
- UHD 마운틴TV특강 꿀단지
- UHD 천하무림기행
- UHD 산책
- UHD 하늘아래 길을 걷다
- UHD 세계에서 찾은 길
- UHD 북촌의 오후
- UHD 마운틴 카약레이스
- UHD 휴먼
- TV여행 내 생애 값진 선택
- 1인칭 백패킹시점 시즌 1, 2
- 드림걸즈
- 힐링산책
- 지구 반대편 낯선 여행가
- Everyman Expedition
- 주말여행 산이 좋다 시즌 1, 2
- 마운틴TV 특강 꿀단지
- 내 생애 값진 선택 2
- 산애진미
- 산책
- KOREA FROM ABOVE
- 산, 벗
- City Break
- 숲과 함께
- 힐링로드
- 쉬멍 걸으멍
- 혼자서 간다
- 대한민국 구석구석
- 여행이 필요한 순간
- 구석구석 떠나보는 돗토리현 여행기
- 휴먼
- 시선ON
- 다도해기행
- 산마을 행복한 사람들
- 한국의 보물
- 고요한 침묵의 군주, 칸첸중가
- 마운틴 스페셜
- 고개너머 삶을 만나다
- 엄홍길과 함께하는 도전 16좌 시즌 1, 2, 3
- 브라보 웰빙 라이프
- 명산앨범
- 마운틴View 시즌 1,2,3
- 청춘, 거침없는 도전
- 원더풀 아오모리 트레킹
- 내 삶의 특별한 중국산 여행기
- 마운틴 월드 트레킹 시즌 1, 2
- 큐슈의 산
- 지금 이 순간, 희말라야
- 희망트레킹
- 지도 밖 히말라야
- 산악스포츠
- 마운틴 중계석
- 왕초보 레포츠 과외
- 아웃도어스쿨
- The 클라이머 시즌 1,2
- 문화트레킹
- 산, 시 그리고 음악사이
- 윤치술의 힐링산행
- 내가 만난 세상